# Microbotryum succisae
Microbotryum succisae är en svampart som först beskrevs av Paul Wilhelm Magnus, och fick sitt nu gällande namn av R. Bauer & Oberw. 1997. Microbotryum succisae ingår i släktet Microbotryum och familjen Microbotryaceae.   Inga underarter finns listade i Catalogue of Life.